# Mont des Oliviers
Pour les articles homonymes, voir Olivier (homonymie).
Le mont des Oliviers (הר הזיתים en hébreu, جبل الزيتون en arabe) est une colline à l'est de Jérusalem ; il englobe en fait les deux collines situées immédiatement au nord de celle-ci. Le lieu est important pour les trois religions abrahamiques.

## Géographie
Le mont des Oliviers est une élévation située à l'est de Jérusalem. Il culmine à 815 mètres d'altitude. Il s'étend sur une crête d'est en ouest, offrant une perspective dominante sur la vieille ville de Jérusalem. La colline est parsemée d'oliviers, d'où son nom, et elle est traversée par la route de Jéricho.

## Religion

### Judaïsme

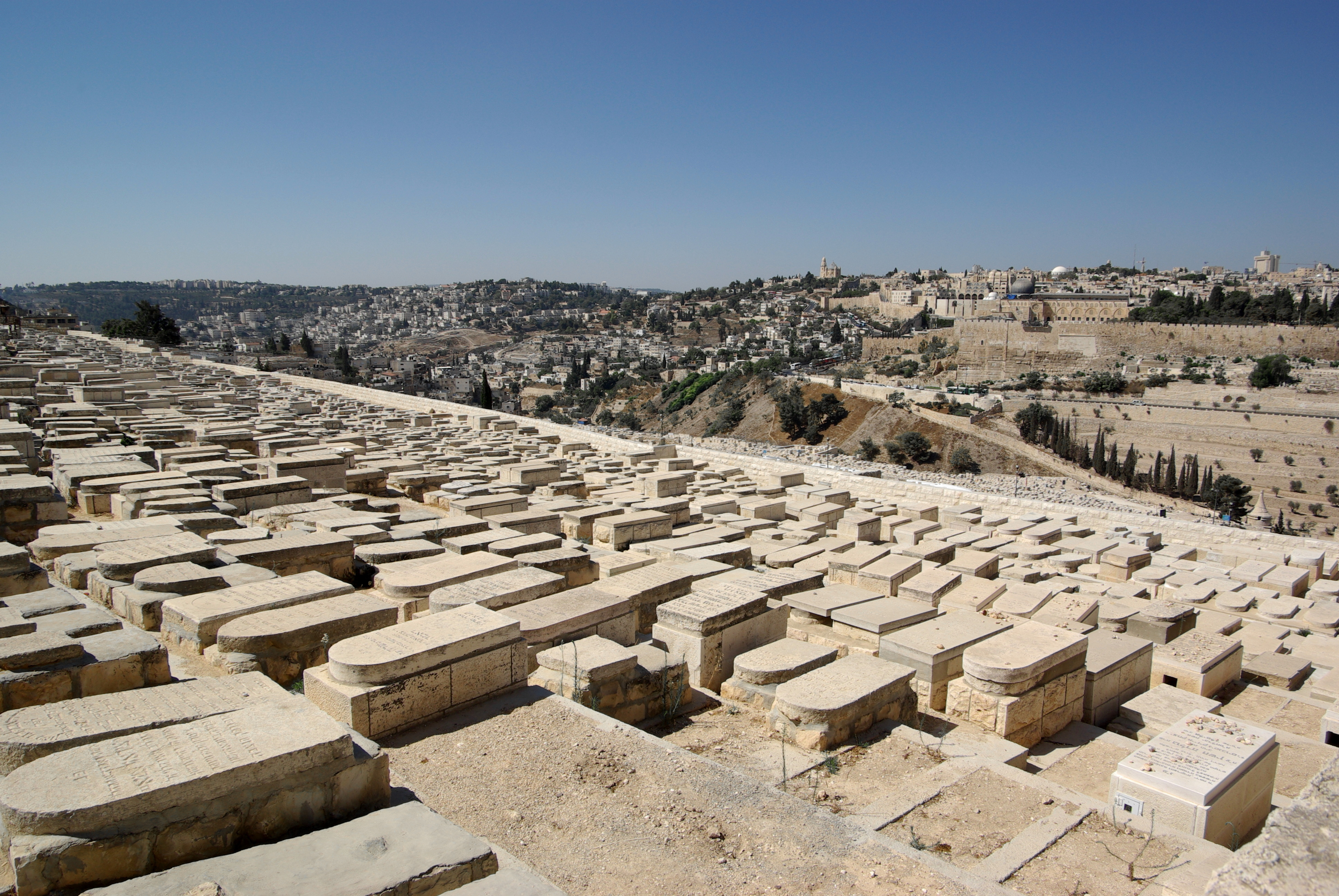
Cimetière juif du mont des Oliviers.

La colline est le site d'un immense cimetière juif, le plus grand au monde. Selon la tradition juive, le Mashia'h (Messie), qui amènera la résurrection des morts, passera en premier lieu par le mont des Oliviers avant d'entrer dans Jérusalem (cf. Za 14, 4). Ce sont donc les personnes enterrées en ce lieu qui seront les premières ressuscitées.
Cette prophétie est notamment mentionnée par Flavius Josèphe (Antiquités juives, 20, 169), lorsqu'il évoque un Égyptien venu à Jérusalem et se prétendant prophète. 

### Christianisme

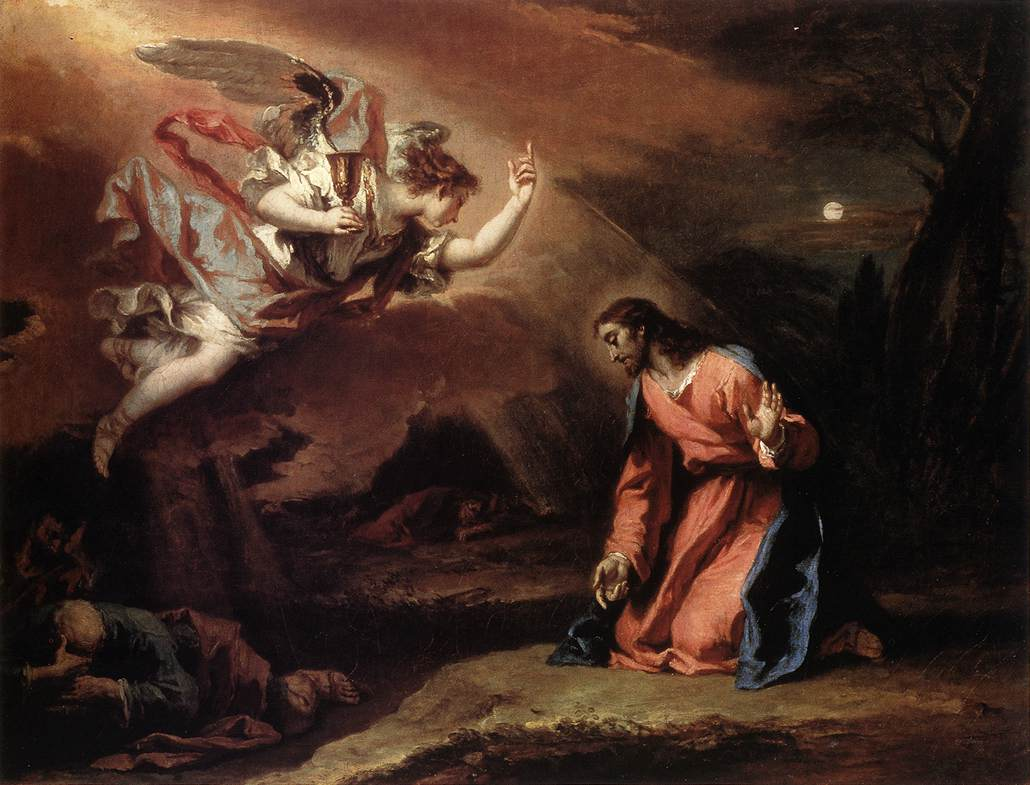
Christ sur le mont des Oliviers, Sebastiano Ricci, v. 1730, Vienne, Kunsthistorisches Museum.

Le mont des Oliviers est un lieu récurrent de la prédication de Jésus rapportée par le Nouveau Testament. C'est en particulier le lieu de l'Ascension (cf. Ac 1,9-12).
Outre le cimetière, la colline est couverte de nombreux monuments chrétiens :
- au plus bas, la basilique de Gethsémani, où se trouve, devant l'autel, une roche sur laquelle Jésus aurait prié avant sa Passion ;
- à mi-pente, au long d'un sentier qui mène de Jérusalem à Béthanie (el Lazaryeh), on commémore la Déploration du Christ sur Jérusalem qui refusait d'accueillir son message, l'église Dominus flevit, chapelle latine en forme de larme et dont le retable consiste en une baie vitrée donnant sur un panorama sur l'esplanade du Temple et le dôme du Rocher ;
- autour de cette chapelle, d'autres églises, y compris une église orthodoxe aux clochers ornés de bulbes dans le plus pur style russe, construite in extremis par l'Empire russe avant la révolution de 1917, l'église Sainte-Marie-Madeleine ;
- donnant au midi, le monastère orthodoxe de l'Ascension s'étend sur une surface de 5,4 hectares. Il est dominé par un campanile de 64 mètres de hauteur ;
- plus au nord, le Carmel du Pater, où la prière chrétienne du Notre Père est présentée en mosaïques le long d'un cloître, en diverses langues.

### Islam
Des mosquées sont également présentes, entre autres sur le lieu où les chrétiens vénèrent la mémoire de l'Ascension de Jésus, avec l'église de l'Ascension.

## Lieux remarquables
- Monument d'Absalom
- Tombe de Zacharie
- Tombe de Benei Hezir
- Grotte de Josaphat
- Sépulcre de la Vierge Marie
- Tombe des Prophètes
- Tombe de Houldah
- Tombeau de la fille de Pharaon
- Nécropole de la vallée du Cédron
- Église de Toutes-les-Nations
- Église de l'Ascension (Jérusalem)

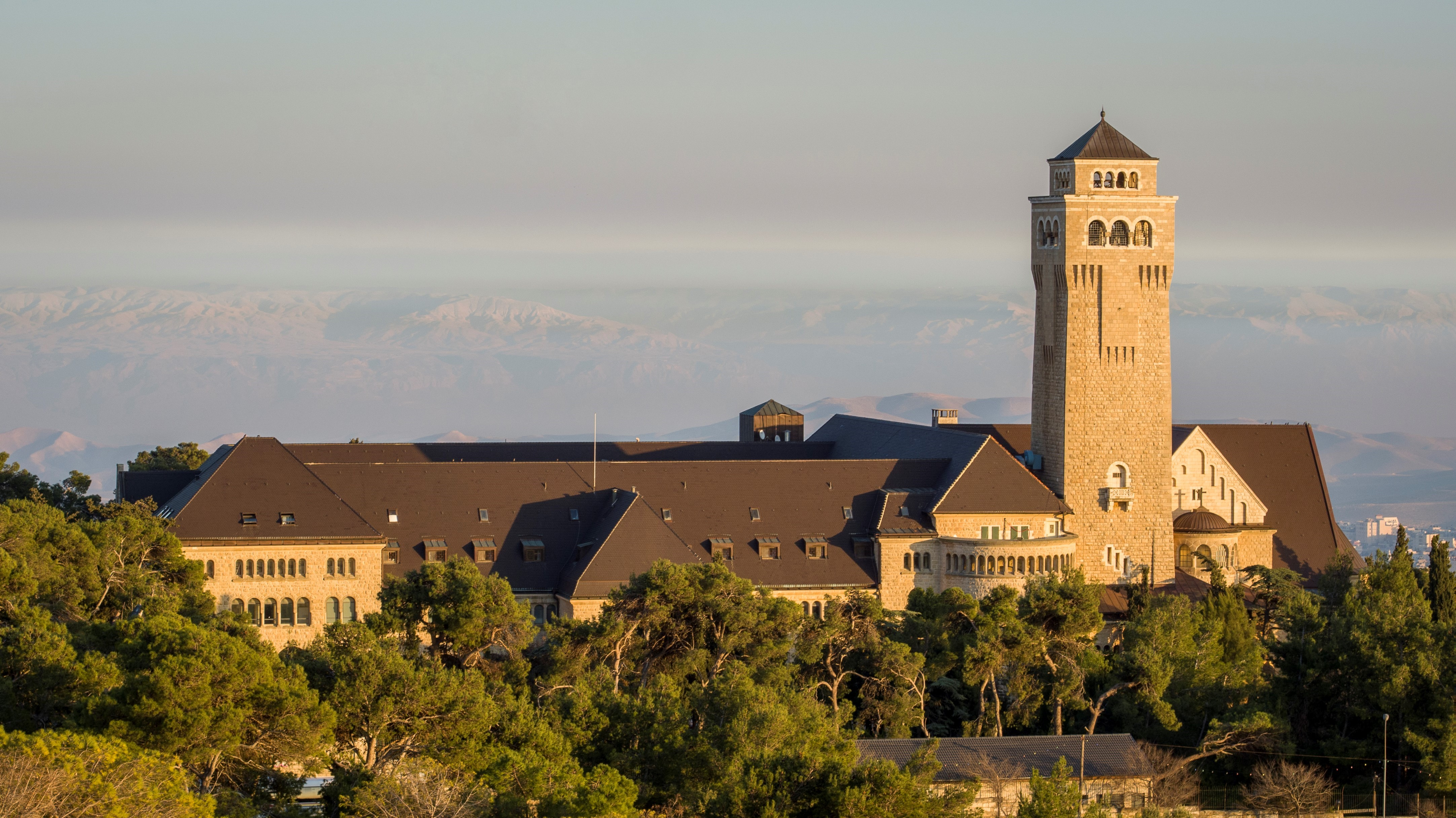
Vue de l'hôpital Augusta Victoria.

- Église Sainte-Marie-Madeleine (Jérusalem)
- Hôpital Augusta Victoria et son église protestante
- l'Université Brigham-Young - Jérusalem
- Cimetière juif du Mont des Oliviers